# Пестум
40°25′12″ пн. ш. 15°00′20″ сх. д. / 40.42000° пн. ш. 15.00556° сх. д.
Пестум (італ. Paestum), первісно Посідонія (грец. Ποσειδωνία) — сібарійська колонія, заснована на початку VI століття до н. е. на західному березі Луканії (35 км на південний схід від сучасного Салерно), але пізніше перенесена далі вглиб Великої Греції через брак води, придатної для пиття, та болотистість ґрунту.

## Історія
Судячи з просторого храму Гери, Пестум переживав свій найвищий розквіт у 540 до н. е. і наступні за тим десятиліття. Ближче до кінця V століття до н. е. місто втратило грецький характер, і стало цілком луканійським. У 274 до н. е. Пестум колонізований латинянами і з цього часу втратив все своє значення. Єдине, чим він славився у пізніший час — троянди, що вкривали майже усі його околиці.
У 1968 році в Пестумі була виявлена гробниця («Гробниця норця/пірнальника») зі збереженими фресками (близько 470 до н. е.). Це єдиний повністю збережений ансамбль давньогрецького фрескового живопису класичного періоду. П'ять розписів, поряд з іншими античними знахідками, нині перебувають у місцевому археологічному музеї.

## Світова спадщина
Наприкінці IX століття Пестум розорений сарацинами і покинутий. З цієї причини тут чудово збереглися три доричні храми: один присвячений Афіні та два присвячені Гері — храм Гери-І (так звана Базиліка) і храм Гери-ІІ (раніше неправильно атрибутований, як храм Нептуна чи Аполлона). Храм Миру на форумі частково коринфський, датується II століттям до н. е. Міські стіни сягають 6 метрів у ширину і 5 кілометрів у периметрі. Від римського амфітеатру залишилися руїни. Загалом усі ці пам'ятки визнані ЮНЕСКО об'єктами Світової спадщини.

## Галерея

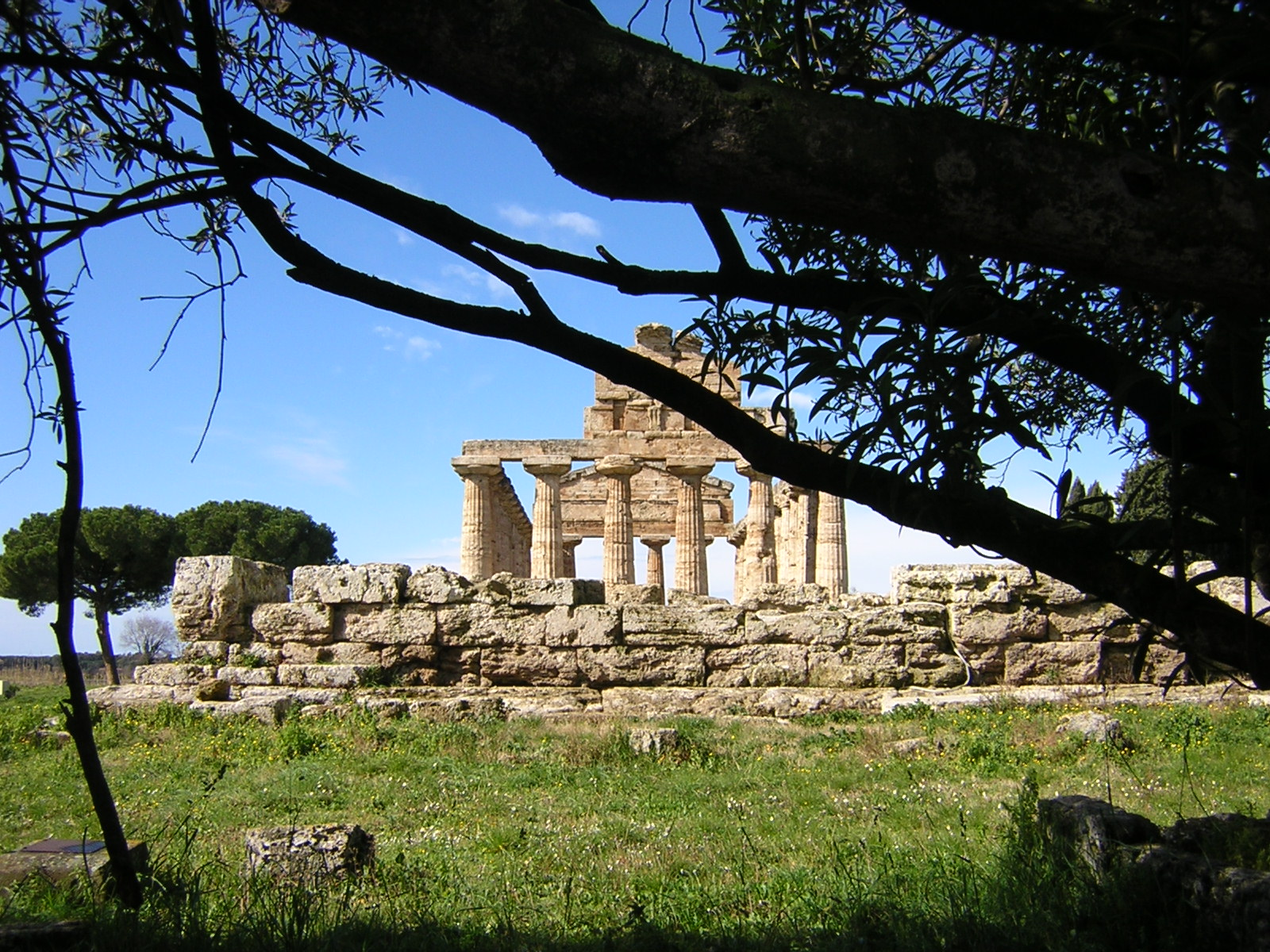
Залишки храму Афіни
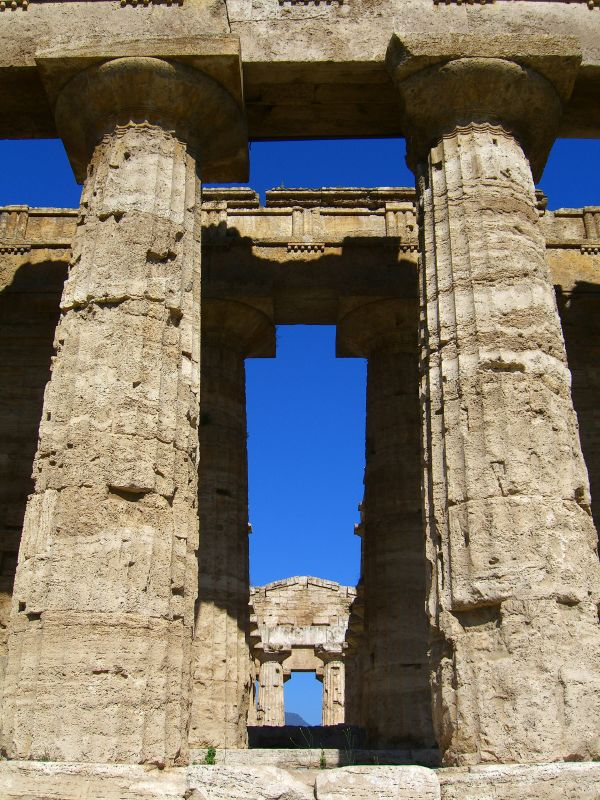
Колони храму Афіни з пісковику
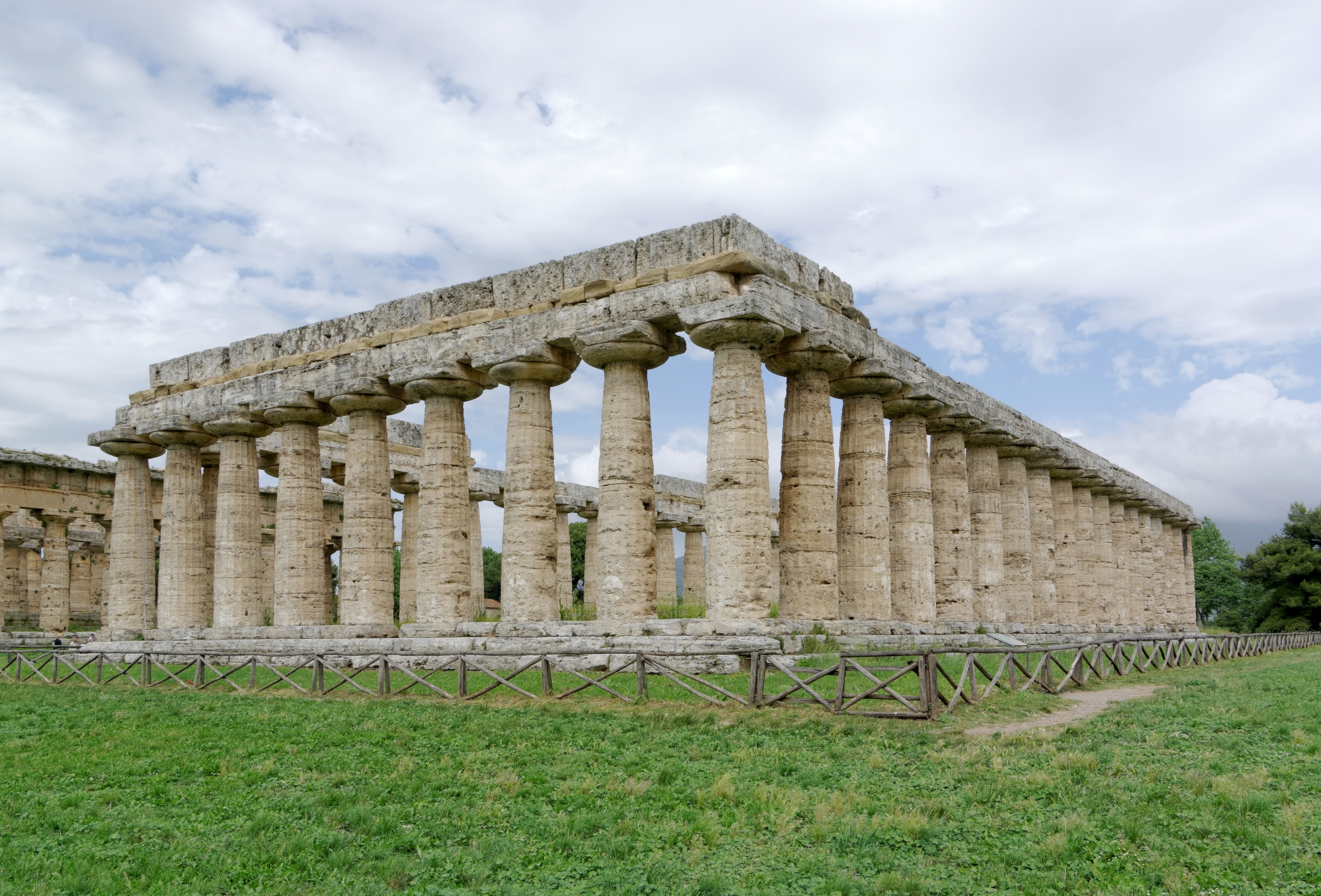
Храм Гери-І
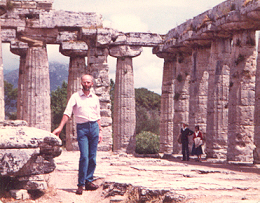
Туристи в Пестумі
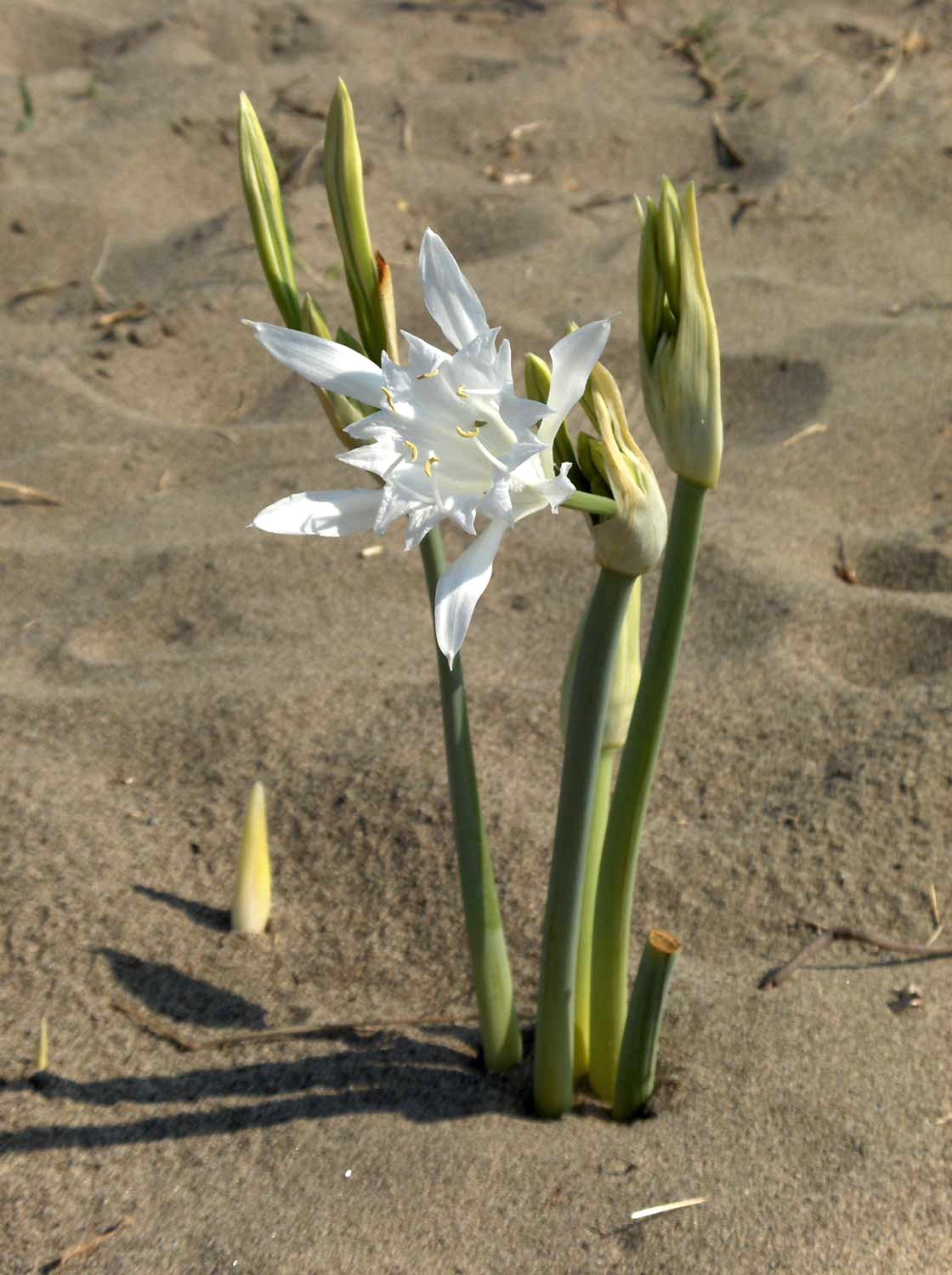
Панкрацій морський (морський нарцис)
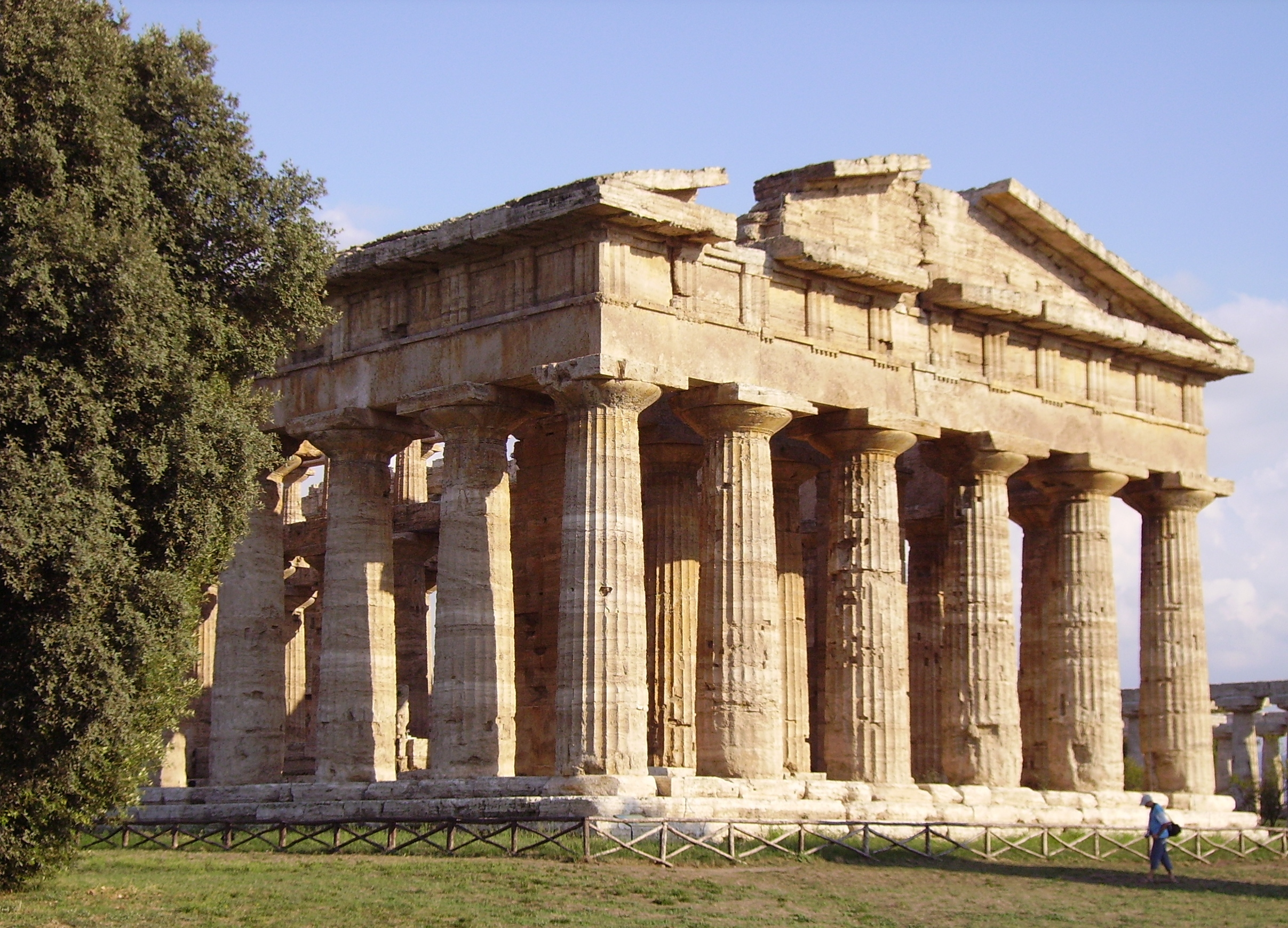
Фасад храму Гери-ІІ
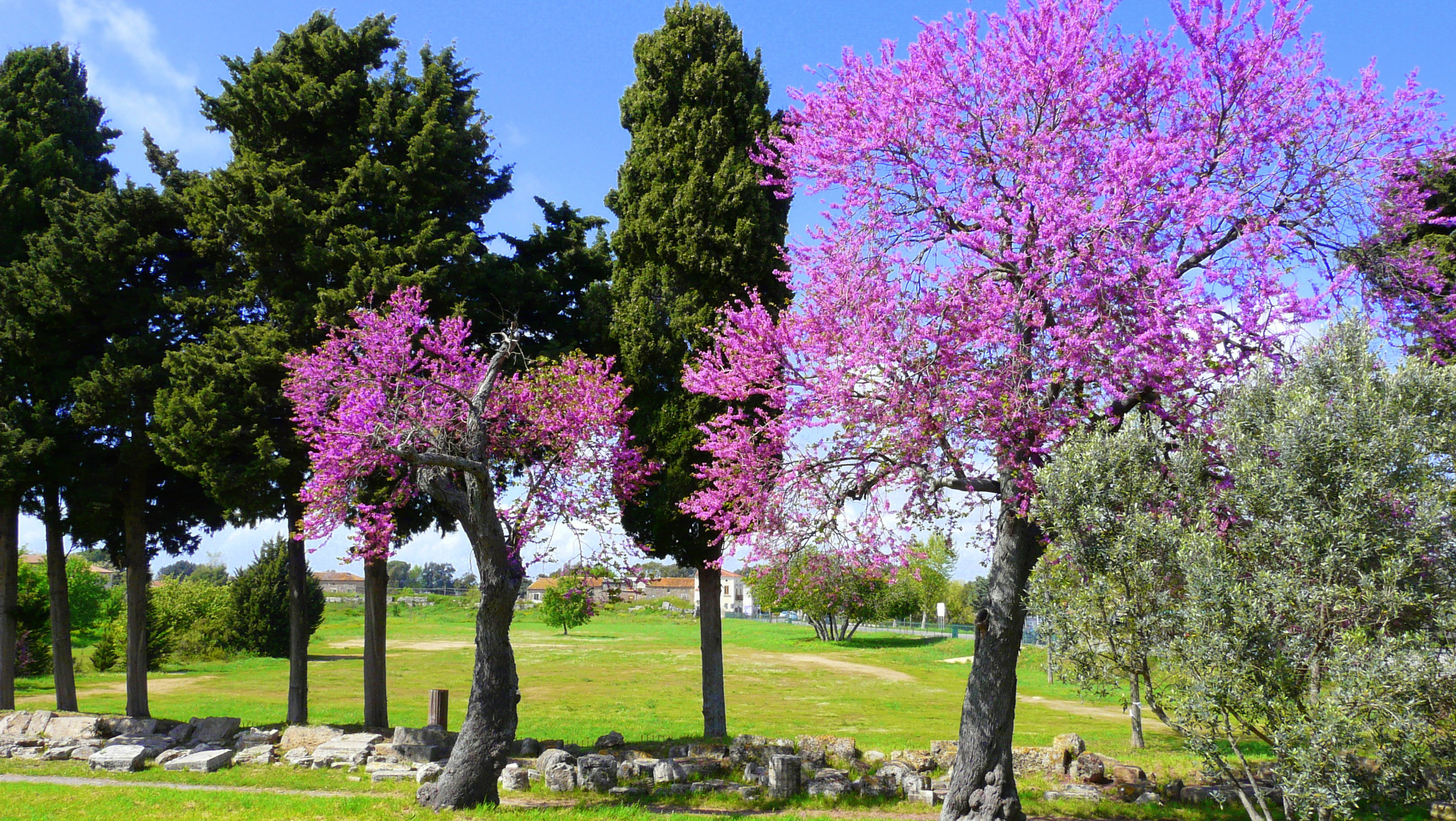
В Пестумі навесні